# Paul Willen
Paul Willen (* 29. August 1928 in New York City; † 2. Februar 2022 in Berlin, Vermont) war ein US-amerikanischer Architekt.

## Leben
Paul Willen wurde 1928 als Sohn des Managers Joseph Willen und dessen Ehefrau Pearl (geborene Larner) geboren. Willen besuchte die Fieldston School und schloss 1951 das Oberlin College in Ohio mit einem Bachelor ab. Anschließend absolvierte er ein Master-Studium der Geschichte und der russischen Sprache an der Columbia University und arbeitete dann einige Jahre als Journalist für Radio Free Europe. Nach seiner Rückkehr nach New York studierte er am Pratt Institute Architektur. Nach seinem Abschluss im Jahr 1962 begann Willen im Büro von Marcel Breuer und war dort für den Bau des Whitney Museum of American Art mitverantwortlich. Zwischen 1965 und 1968 arbeitete er für Conklin Rossant Architects. Im Jahr 1984 gründete er mit Daniel Pang ein eigenes Architekturbüro, das er ab 1995 alleine fortführte.
Willen prägte das Stadtbild von Manhattan im 20. Jahrhundert entscheidend mit. Zu seinen bedeutendsten Projekten gehörte die Entwicklung der West Side. Nachdem Donald Trump in den 1970er Jahren ein ehemaliges Eisenbahngelände entlang des Westufers Manhattans zwischen der 59th Street und der 72th Street erworben hatte, ließ er ein Stadtquartier mit einem großen Einkaufszentrum und zahlreichen Hochhäusern entwickeln. Nachdem sich gegen diese Pläne Widerstand formierte, ließ Trump von dem Stadtplaner Daniel Gutman und Willen einen neuen Plan entwickeln. Dieser sah vor, den West Side Highway landeinwärts zu verlegen und entlang der Uferlinie den Riverside Park zu vergrößern. Dahinter sollte eine langgezogene Linie von unterschiedlich hohen Hochhäusern mit Büros und Wohnungen in locker Bebauung entstehen. Nachdem New Yorker Bürgerinitiativen den Plan begrüßten und Architekturkritiker wie Paul Goldberger die Pläne in der New York Times als „visionär“ lobten, wurden diese umgesetzt. Nur eine Verlegung des Highways wurde nicht vollzogen, der angedachte Park wurde eine schmale Grünfläche.
Willen war in erster Ehe mit Drenka Opalic verheiratet, eine frühere Ehe mit Jane Maher war annulliert worden. Mehr als 52 Jahre war er in zweiter Ehe mit Marie Madeleine Saphire verheiratet. Das Paar hat einen Sohn und eine Tochter.

## Bauten (Auswahl)
- 1962/63: Große Treppe im Whitney Museum of American Art, New York City (für Marcel Breuer Associates)
- 1965/66 Lower-Manhattan-Plan
- 1980: River Road (mit John Belle)
- 1982–1985: Trail Creek Village, Vermont
- 1986–1989: Klapper Hall, Queen’s College
- 1990–2014: Riverside South (mit Don Gutman)
- 1998–2002: Shanghai Racquet Club and Apartments
- World Plaza, Queens New York City
- Sheraton Hotel in Queens
- Rosenthal Library, Queens College

## Werk
- mit Ann L Buttenwieser, James S Rossant und Carol Willis: The lower Manhattan plan: the 1966 vision for downtown New York. Princeton Architectural Press, New York City 2002, ISBN 1-56898-380-8.